# Lepyrus arcticus
Lepyrus arcticus är en skalbaggsart som först beskrevs av Gustaf von Paykull 1792.  Lepyrus arcticus ingår i släktet Lepyrus, och familjen vivlar. Arten är reproducerande i Sverige.